# Manuel López Pellicer
Manuel López Pellicer (Valencia, 1 de septiembre de 1944) es un matemático y físico español, académico de la Real Academia de Ciencias Exactas, Físicas y Naturales y de la Real Academia de Cultura Valenciana .
Licenciado en ciencias físicas por la Universidad de Valencia (1966) y doctor en matemáticas (1970). De 1968 a 1971 fue catedrático de matemáticas del Instituto Benlliure  y de 1972 a 1975 en el Instituto Luis Vives, ambos en Valencia . En 1978 alcanzó la cátedra de matemática aplicada en la Universidad Politécnica de Valencia, donde ya había sido profesor de análisis funcional .  Allí trabajó en topología conjuntista y análisis funcional con aplicaciones a la teoría de la medida .  En 2006 fue elegido defensor universitario de la Universidad Politécnica de Valencia . 
En abril de 1997 fue elegido académico de la Real Academia de Ciencias Exactas, Físicas y Naturales, y tomó posesión en 1998 con el discurso En torno al casi centenario Análisis Funcional .  En 2008 ingresó en la Real Academia de Cultura Valenciana . 

### Obras
- Un ejemplo de un espacio completamente regular que el k-espacio correspondiente no es completamente regular (1974)
- Sobre la existencia de topologías Tf-regulares (1978)
- Inmersión en productos regulares topológicos (1983)
- Una nota sobre la propiedad de Blumberg (1984)
- A generalización de Tong's theorem and properties of pairwise perfectamente normal spaces (1985)
- Theorem of insertion and extension for normal spaces (1993)
- Una propiedad de M. Valdivia, espacios de tipo (L) y condiciones débiles de tonelación (1989)
- Compact contractive projections in continuous functions spaces (1991)
- A note dónde en theorem of J. Diestel and B. Faires (1992)
- Barrelled spaces of class X0 que no es totalmente barrelled (1993)
- On exhaustive vector measures (1994)
- Metrizable barrelled spaces (Pitman, 1995)
- Webs and bounded finitely additive measures (1997)
- En el ideal de todos los subsuelos de N densidad cero (1998)
- Pták homomorphism theorem revisited
- Cantor sets of extreme points